# Ronde vleermuisvis
De ronde vleermuisvis (Platax orbicularis) is een populaire aquariumvis uit de familie van schopvissen (Ephippidae).
De vis wordt aangetroffen in tropische wateren van de Indische en Grote Oceaan. 
Zijn lijf is bijna schijfvormig en erg smal. De staart neemt ongeveer 20% van zijn totale lengte in beslag en is waaiervormig. Mannetjes kunnen tot 50 cm lang worden, behalve wanneer de vis in een aquarium wordt gehouden, daar blijft de vis veel kleiner. Ze kunnen in brak en zout water, meestal rond riffen, op dieptes van 5 tot 30 meter worden aangetroffen. 
Jonge vissen groeien vaak op in mangroven of andere beschuttingen. Oudere exemplaren worden in meer open water en op grotere diepten gevonden. 